# 6362 Tunis
6362 Tunis è un asteroide della fascia principale del diametro medio di circa 39,58 km. Scoperto nel 1979, presenta un'orbita caratterizzata da un semiasse maggiore pari a 3,1979091 UA e da un'eccentricità di 0,1751542, inclinata di 19,06595° rispetto all'eclittica.